# Krystal (cantante)
Krystal, pseudonimo di Chrystal Soo Jung, nome coreano Jung Soo-jung (San Francisco, 24 ottobre 1994), è una cantante e attrice sudcoreana.
Dal 2009 è membro del gruppo musicale f(x) e dal 2014 è parte del collettivo SM the Ballad.

## Biografia
Krystal nacque con il nome di Chrystal Soo Jung a San Francisco, California, dove la sua famiglia era emigrata negli anni ottanta. Durante una vacanza in Corea del Sud nel 2000, lei e la sorella maggiore Jessica furono notate dall'agenzia di talenti S.M. Entertainment, che la scritturò per un'apparizione nel video musicale di "Wedding March" degli Shinhwa. L'agenzia propose a entrambe un contratto come idol, ma i suoi genitori rifiutarono l'offerta a causa della sua giovane età, permettendo solo a sua sorella di unirsi alla compagnia, debuttando come membro delle Girls' Generation. In seguito, le sorelle Jung apparvero insieme a molti eventi.
Nel 2002, Krystal iniziò a comparire nelle pubblicità televisive: la prima fu per l'azienda Lotte con l'attrice Han Ga-in. Nel 2006, i genitori le permisero infine di entrare alla S.M. Entertainment, che la allenò per tre anni nella danza fino al debutto con le f(x) nel 2009. Dopo essersi trasferita in Corea del Sud, Krystal frequentò la Korea Kent Foreign School, poi si diplomò alla Hanlim Performing Arts High School il 7 febbraio 2013. In seguito si iscrisse al corso di Teatro dell'Università di Sungkyunkwan.

## Carriera

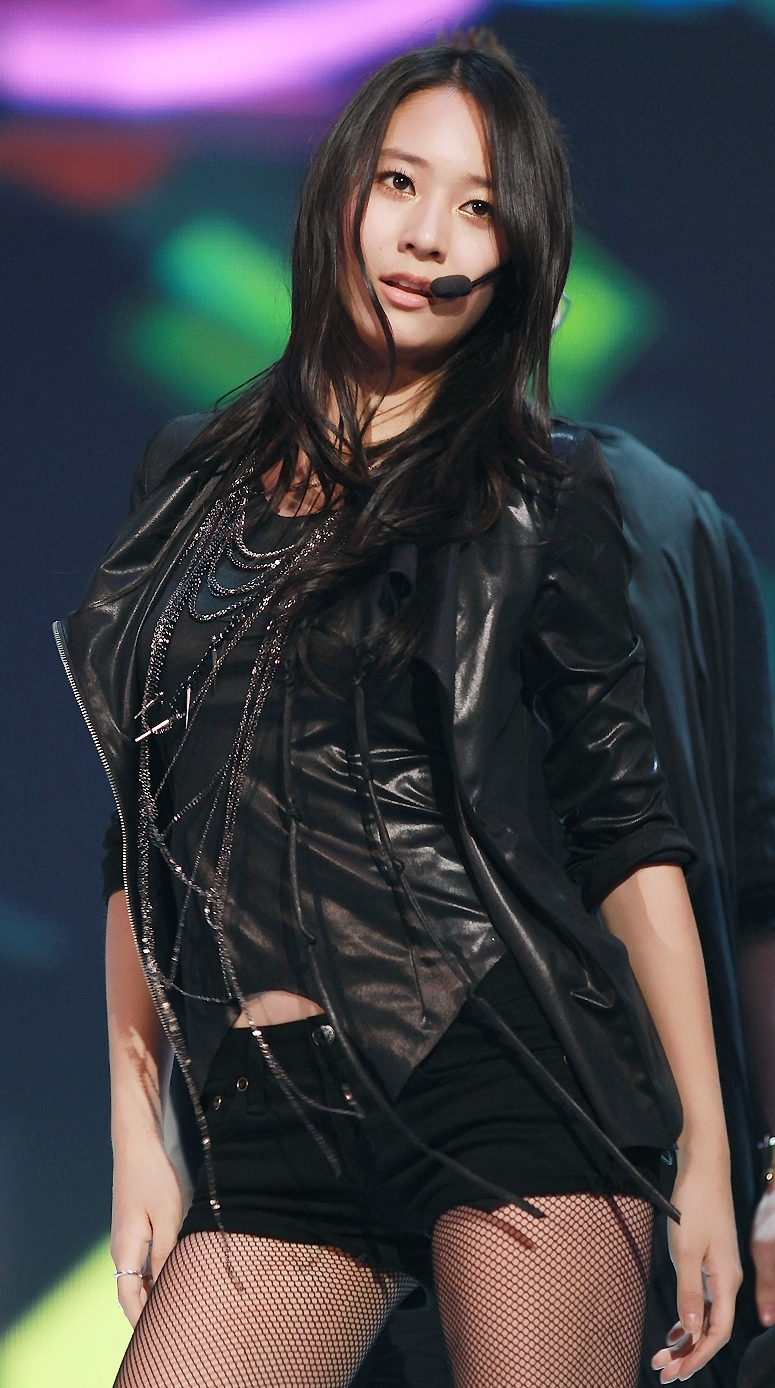
Krystal nel 2010.

Krystal debuttò come membro del girl group f(x) nell'agosto 2009; quello stesso anno, lei e la compagna di gruppo Luna duettarono nel brano "Hard but Easy" per la colonna sonora della serie Cheonhamujeok ipyeonggang (Invincible Lee Pyung-kang). A partire da marzo 2010, Krystal apparve in una serie di videoclip intitolata Melody Project, interpretando una studentessa innamorata del proprio insegnante; per il medesimo progetto registrò il brano solista "Melody". In seguito, condusse il programma musicale The M-Wave insieme a Thunder degli MBLAQ e apparve nella seconda stagione del varietà Dream team sijeun (Let's Go Dream Team). A luglio, debuttò come attrice facendo un cameo nella sitcom Bolsurok aegyomanjeom (More Charming by the Day), per il quale ricevette il premio come miglior esordiente in una commedia agli MBC Entertainment Award. Durante il 2010, Krystal pubblicò due nuove colonne sonore, "Spread its Wings" per Gongbu-ui sin (Master of Study) con Luna e Amber e "Calling Out" per Cinderella eonni (Cinderella's Sister) con Luna.
L'anno successivo, fu la volta del brano "Because of Me" per il drama Sign e di un duetto con Leeteuk dei Super Junior dal titolo "Grumbling". Partecipò e vinse lo show di pattinaggio artistico Kiss & Cry ideato da Kim Yuna. Al termine dell'anno, apparve in High kick! - Jjarb-eun dari-ui yeokseup (High Kick! - Revenge of the Short Legged), interpretando il ruolo di Ahn Soo-jung, una ragazza superficiale dai sentimenti poco profondi. Nel 2012, lei e la sorella Jessica registrarono il duetto "Butterfly" per la colonna sonora del drama Areumda-un geudae-ege (To the Beautiful You), mentre nel 2013 ottenne un ruolo secondario nella serie Sangsokjadeul (The Heirs). Il suo personaggio, una ragazza ricca e viziata ma dal cuore buono, generò reazioni positive da parte degli spettatori.
Nel 2014, Krystal entrò nel gruppo SM the Ballad, formato dalla S.M. Entertainment nel 2010. Nel loro secondo EP Breath, duettò con Chen degli EXO per "When I Was... When U Were..." e con Max Changmin dei TVXQ per la versione giapponese di "Breath". A marzo, fece un'apparizione nella sitcom Gamjabyeol 2013QR3 (Potato Star 2013QR3); in seguito pubblicò "Say Yes" per la colonna sonora del film Make Your Move, una collaborazione con Jessica e Kris, precedentemente membro degli EXO. A giugno, lei e la sorella ebbero un proprio reality show, Jessica & Krystal, che raccontò la loro vita privata. Seguì il primo ruolo da protagonista nel drama Naegen neomu sarangseureo-un geunyeo (My Lovely Girl), per il quale cantò "All Of A Sudden".

## Discografia

### Da solista
- 2009 – Hard but Easy (Cheonhamujeok ipyeonggang – con Luna)
- 2010 – Spread Its Wings (Gongbu-ui sin – con Luna e Amber)
- 2010 – Calling Out (Cinderella eonni – con Luna)
- 2010 – Melody
- 2011 – Because of Me (Sign)
- 2011 – Grumbling (Ilbam – con Leeteuk)
- 2012 – Butterfly (Areumda-un geudae-ege – con Jessica)
- 2014 – Say Yes (Make Your Move)
- 2014 – All Of A Sudden (Naegen neomu sarangseureo-un geunyeo)
- 2017 – I Don't Wanna Love You (con Jun One Kim)

## Filmografia
- Bolsurok aegyomanjeom (볼수록 애교만점) – serie TV (2010)
- Welcome to the Show (웰컴 투 더 쇼) – serie TV (2011)
- High kick! - Jjarb-eun dari-ui yeokseup (하이킥! 짧은 다리의 역습) – serie TV (2011-2012)
- I AM. (아이 엠.), regia di Choi Jin-seong (2012)
- Sangsokjadeul (상속자들) – serie TV (2013)
- The Miracle – miniserie TV, 3 puntate (2013)
- Gamjabyeol 2013QR3 (감자별 2013QR3) – serie TV, episodio 81 (2014)
- Naegen neomu sarangseureo-un geunyeo (내겐 너무 사랑스러운 그녀) – serie TV, 16 episodi (2014)
- Pureun bada-ui jeonseol (푸른 바다의 전설) – serial TV, episodio 1 (2016-2017)
- Habaeg-ui sinbu 2017 (하백의 신부?) – serie TV (2017)
- Prison Playbook (슬기로운 감빵생활) – serial TV (2017-2018)
- More than family (애비규환) di Choi Ha-na-I (2020)
- Geomijip (거미집?), regia di Kim Ji-woon (2023)

## Videografia
Oltre che nei videoclip delle f(x), degli SM the Ballad e in quello di "Melody", Krystal è apparsa anche nei seguenti video:
- 2000 – "Wedding March" degli Shinhwa
- 2006 – "Still Believe" di Rain
- 2009 – "Juliette" degli SHINee
- 2010 – "Sweet Dreams" di Alex Chu
- 2013 – "Spring Will Probably Come" di Byul
- 2013 – "Memories Are More Beautiful Than Farewell" di Tei

## Riconoscimenti
| Anno | Premio                                  | Categoria                                 | Opera nominata                       | Risultato       |
| ---- | --------------------------------------- | ----------------------------------------- | ------------------------------------ | --------------- |
| 2010 | MBC Entertainment Awards                | Best Newcomer in a Sitcom or Comedy       | More Charming By The Day             | Vincitore/trice |
| 2014 | Seoul International Youth Film Festival | Best Young Actress                        | Sangsokjadeul                        | Candidato/a     |
| 2014 | 7th Style Icon Awards                   | Top 10 Style Icons con Jessica            |                                      | Candidato/a     |
| 2014 | SBS Drama Awards                        | Excellence Award, Actress in a Miniseries | Naegen neomu sarangseureo-un geunyeo | Candidato/a     |